# روسویتا زوبت
روسویتا زوبت (انگلیسی: Roswietha Zobelt؛ زادهٔ ۲۴ نوامبر ۱۹۵۴) قایقران روئینگ اهل آلمان شرقی بود.
وی در مسابقات کشوری و بین‌المللی در مجموع برندهٔ ۷ مدال طلا شده‌است.